# Олдендов, Кнуд
Кнуд Оноре Петерсен Олдендов (18.11.1892 — 24.08.1975) — датский политик, режиссёр, писатель, бизнесмен, орнитолог, юрист, государственный служащий и губернатор Гренландии.

## Биография
Олдендов стал студентом Виборга в 1910 г. и получил степень магистра в 1920. Затем он работал уполномоченным представителем в Вайле, а также бухгалтером местного школьного фонда и секретарем комитета по подоходному налогу. В 1924 году он был назначен последним инспектором Южной Гренландии. Он сменил Кристиана Симони, который проработал инспектором всего несколько месяцев. Спустя несколько месяцев офис инспектора, существоваший 142 года (1782—1924), был упразднен и заменен офисом губернатора графства со штаб-квартирой в Годхобе.

## Семья
Кнуд Оноре Олдендов был сыном учителя гимнастики и штаб-офицера пехоты Ганса Петерсена (1863—1927) и его жены Мари Катрин Оноре (1867—1918). Его мать происходила из семьи, которая давно эмигрировала из Франции в Бельгию, затем в Германию и, наконец, в Данию. 8 ноября 1921 года он женился на Каролине Альбертине Кристине (Нине) Кристиансен (1891—1971) в Хорсенсе. От брака родился сын Могенса Ганс Карл Оноре Олдендов (1927—1998).

## Работы
- Rosenmaagen i Grønland. Dansk Ornitologisk Forenings Tidsskrift. 1928
- Træk af Kolonien Godthaabs Historie. 1928
- Den grønlandske Samfundslære. 1931
- Fugleliv i Grønland. 1933
- Naturfredning i Grønland. 1935
- Træk af Grønlands politiske Historie — Grønlændernes egne Samfundsorganer. 1936
- Grønland. Folk og Land i vore Dage. 1936
- Fra min Drengetid. Stiftsstaden Viborg omkr. århundredskiftet. 1950 (Автобиография)
- Grønlændervennen H. Rink. 1955
- Bogtrykkerkunsten i Grønland. 1957
- Minder fra min gymnasietid. 1967 (Автобиография)
- Groenlandica. Conspectus bibliographicus. 1967 (третье издание)